# Gran Buenos Aires

Partides del Gran Buenos Aires i el Gran La Plata

El Gran Buenos Aires és el nom amb què es coneix la Ciutat Autònoma de Buenos Aires més la seva extensió natural sobre la província de Buenos Aires, sense constituir en el seu conjunt una unitat administrativa. Aquesta s'estén en totes direccions (nord, oest i sud; a l'est no és possible pel Riu de La Plata). La zona nord del Gran Buenos Aires està associada tradicionalment amb la classe alta, mentre que a la zona sud hi proliferen barris d'habitatges de classe mitjana i baixa.

## Extensió de l'aglomerat urbà

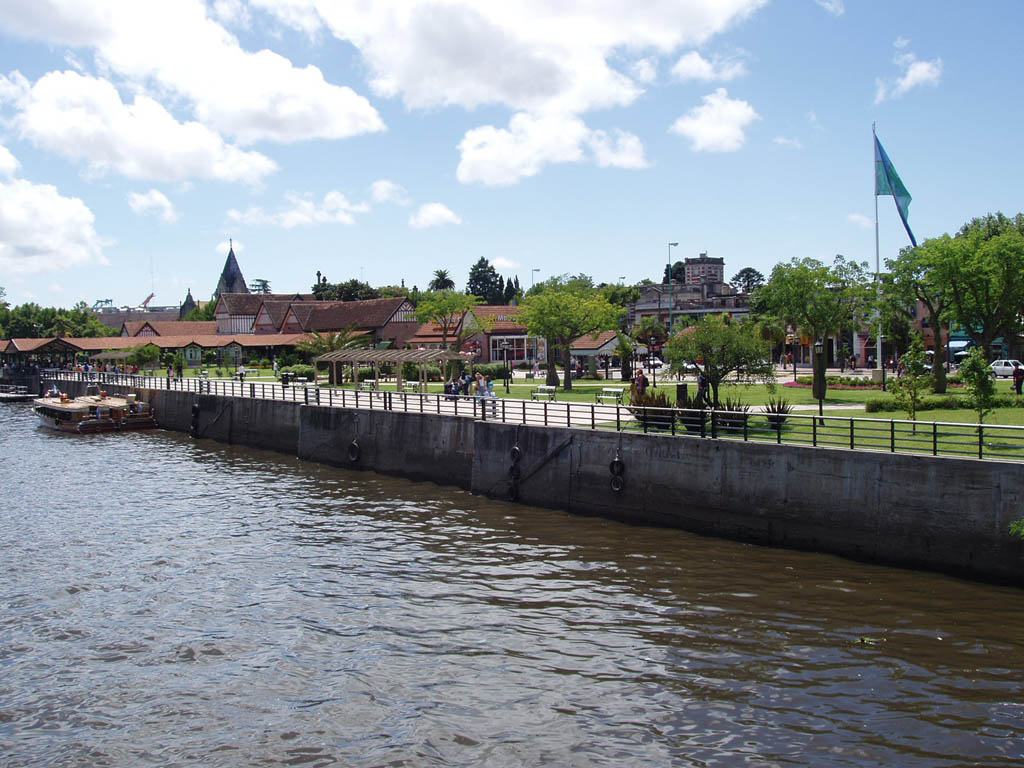
Tigre, localitat de la zona nord del Gran Buenos Aires

L'Aglomerat Gran Buenos Aires s'estén per 31 unitats administratives, conegudes com a "partits" (partidos en castellà) amb una superfície total de l'àrea metropolitana de 3.833 km²:
- La Ciutat Autònoma de Buenos Aires
- Catorze partidos integrats totalment a l'aglomerat del Gran Buenos Aires
  - Avellaneda
  - Partido del General San Martín
  - Partido de Hurlingham
  - Partido d'Ituzaingó
  - Partido de José C. Paz
  - Partido de Lanús
  - Partido de Lomas de Zamora
  - Partido de Malvinas Argentinas
  - Partido de Morón
  - Partido de Quilmes
  - San Isidro
  - San Miguel
  - Partido de Tres de Febrero
  - Partido de Vicente López
- Deu partidos integrats parcialment a l'aglomerat del Gran Buenos Aires i que formen part del Gran Buenos Aires (en sentit administratiu)
  - Partido d'Almirante Brown
  - Partido de Berazategui
  - Partido d'Esteban Echeverría
  - Partido d'Ezeiza
  - Partido de Florencio Varela
  - Partido de La Matanza
  - Partido de Merlo
  - Partido de Moreno
  - San Fernando
  - Tigre
- Sis partidos integrats parcialment a l'aglomerat del Gran Buenos Aires i que no formen part del Gran Buenos Aires (en sentit administratiu)
  - Escobar
  - Partido de General Rodríguez
  - Partido de Marcos Paz
  - Pilar
  - Partido del Presidente Perón
  - Partido de San Vicente
- Dos partidos integrats molt poc parcialment a l'aglomerat del Gran Buenos Aires i que no formen part del Gran Buenos Aires (en sentit administratiu)
  - Partido de Cañuelas
  - Partido de La Plata

## Població
El Gran Buenos Aires comptava el 2001 amb 11.460.575 habitants (2.776.138 a la Ciutat Autònoma de Buenos Aires més 8.684.437 als 24 partits).
L'Aglomerat Gran Buenos Aires comptava el 2001 amb 12.046.799 habitants (2.776.138 a la Ciudad Autònoma i 9.270.661 a la resta). El 1991 la població era d'11.297.987 habitants (2.965.403 i 8.332.584 respectivament).
L'aglomerat del Gran Buenos Aires és, per nombre d'habitants, la major concentració urbana de l'Argentina, la segona de Sud-amèrica (després de la São Paulo), i la tercera d'Amèrica Llatina (després de la Ciutat de Mèxic i São Paulo).